# Letztes Jahr Titanic
Letztes Jahr Titanic ist ein Dokumentarfilm des DEFA-Studios für Dokumentarfilme GmbH aus dem Jahr 1991.

## Handlung
Letztes Jahr Titanic ist ein Film über Schicksale in Leipzig, gedreht vom Dezember 1989 bis Dezember 1990.
Wolfgang, der Kumpel aus der Gießerei, war in den 1960er Jahren zweimal wegen „versuchter Republikflucht“ im Gefängnis. Er will schnell in den Westen, da er dort statt 1000 Ostmark 3000 Westmark verdienen würde. Eine Arbeitsstelle und eine Wohnung in Mainz hat er wohl auch schon. Ein Jahr danach ist er immer noch nicht weg, inzwischen aber auf Kurzarbeit gesetzt.
In einer Gaststätte, in der Nähe der Gießerei, hat Sylvia ihren letzten Arbeitstag. Sie macht ihre Kneipe zu, ihr Mann hat schon Arbeit in Bayern. Zur Verabschiedung sind auch mehrere mosambikanische Arbeiter aus der Graugießerei gekommen, spielen und singen Lieder aus ihrer Heimat. Für einige deutsche Anwesende ist das Veranlassung, sich rassistisch zu äußern. Ein älterer Hilfsarbeiter sagt über seine Zukunft: „Wenn die Dreckbude hier dichtmacht, bin ich für immer draußen.“
Sehr viel tiefgründiger äußert sich Renate, eine ehemalige Journalistin der Leipziger Volkszeitung, über ihre ideologischen Verirrungen, Zwänge und Verdrängungssyndrome, über erfahrene Stasi-Repressalien, Schuld und Verantwortung. Sachlich schildert sie das typische Szenario aus Verführung, Vergewaltigung, Hingabe, den Missbrauch ehrenwerter Gefühle und Ideale und die existentiellen Krisen. Die Schilderungen Renates gehören zu den eindringlichsten Szenen des Films.
Die vierzehnjährige Schülerin Isabel begeistert sich für den Politcharmeur Gregor Gysi und sieht ihre Zukunft darin, doch schweren Herzens ihren Grufti-Look aufzugeben, um einen Aufstieg im bürgerlichen Leben zu versuchen. Sie verbringt ihre Zeit mit Gleichaltrigen in den Abrisshäusern Leipzigs, da anderweitige Anlaufpunkte für die Jugendlichen weggefallen sind.
John bleibt radikal, ein Redskin mit Glatze und Kampfanzug. Gegen die verhassten Faschos helfe nur der Straßenkampf. Nebenher betreut er einen behinderten Rentner aus der Nachbarschaft. In der besetzten Wohnung eines unbewohnten Hauses hört er in stillen Stunden das Requiem von Wolfgang Amadeus Mozart.
Und ein Volkspolizei-Major fordert für die krisenbelastete Zukunft selbstbewusst längere Schlagstöcke und stabilere Schutzschilde, da die DDR-Ausrüstung der Polizei völlig veraltet sei. Ein erstes Polizeiauto aus dem Westen ist bereits eingetroffen, welches er voller Stolz vorführt.

## Produktion und Veröffentlichung
Dieser Film von Andreas Voigt ist die Weiterführung der Dokumentation Leipzig im Herbst. Er wurde komplett in Schwarz-Weiß gedreht, nur die letzte Szene in Farbe. Die Uraufführung erfolgte am 23. Februar 1991 auf den Internationalen Filmfestspielen in Berlin im Rahmen des Internationalen Forums des jungen Films.
Letztes Jahr Titanic erschien 2015 in der Edition Leipzig Filme 1986 – 1997 bei Absolut Medien auf DVD.

## Kritik
Karsten Klemm schrieb in der Berliner Zeitung: „Die Langzeitbeobachtungen sind ein eindrucksvolles Zeitdokument, pure Wahrheiten über die Alltags-Tristesse. Ein Film aus hundert Grautönen. Ohne Farbglanz wurde er in schwarz/weiß gedreht: reduziert auf das Wesentliche. Am Ende steht, wie auch am Beginn, der Leipziger Bahnhof, diesmal in Farbe. Die Reise geht weiter. Nur ein Blick zurück.“

## Auszeichnungen
- 1991: Deutsche Film- und Medienbewertung (FBW): Prädikat: besonders Wertvoll
- 1992: Adolf-Grimme-Preis 1992 mit Bronze (für die Regie)